# Mahmood Abdulla
Mahmood Mansoor Ali Abdulla (18 marzo 1987) è un calciatore bahreinita, portiere del Al-Muharraq.